# Inhalacja

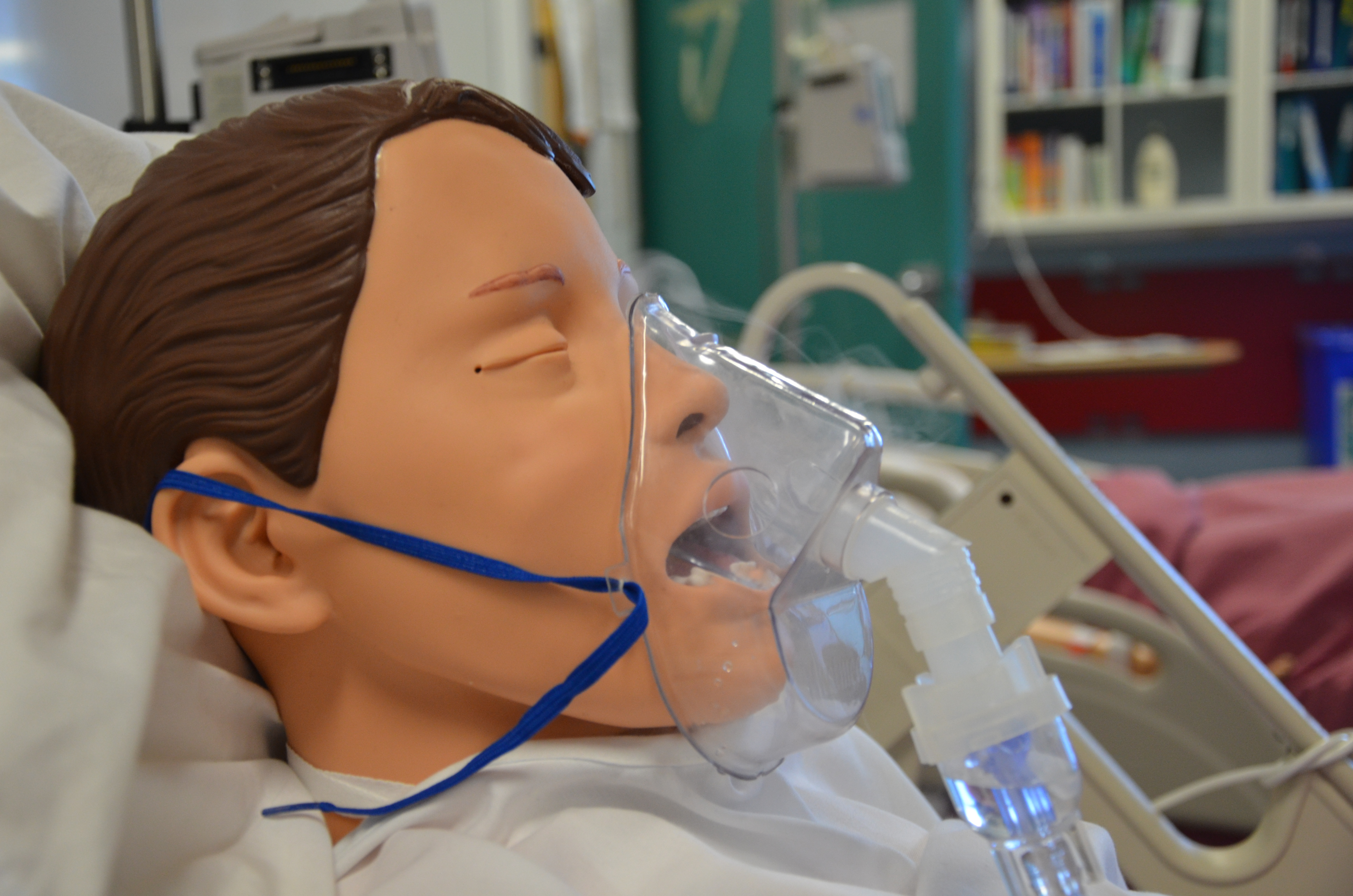
Inhalacja

Inhalacja, wziewanie – zabieg leczniczy polegający na wdychaniu par wód mineralnych, roztworów leków lub ich aerozoli. Wykonywany za pomocą specjalnego aparatu (inhalatora) lub nebulizatora, lub przez wdychanie par wrzącego płynu. Do inhalacji używa się leków działających rozkurczowo na drzewo oskrzelowe, ułatwiających wykrztuszanie wydzieliny, działających przeciwzapalnie i antybiotyków. Inhalacje najczęściej stosowane są w astmie oskrzelowej, ostrych i przewlekłych stanach zapalnych dróg oddechowych.